# Helmut Graupner

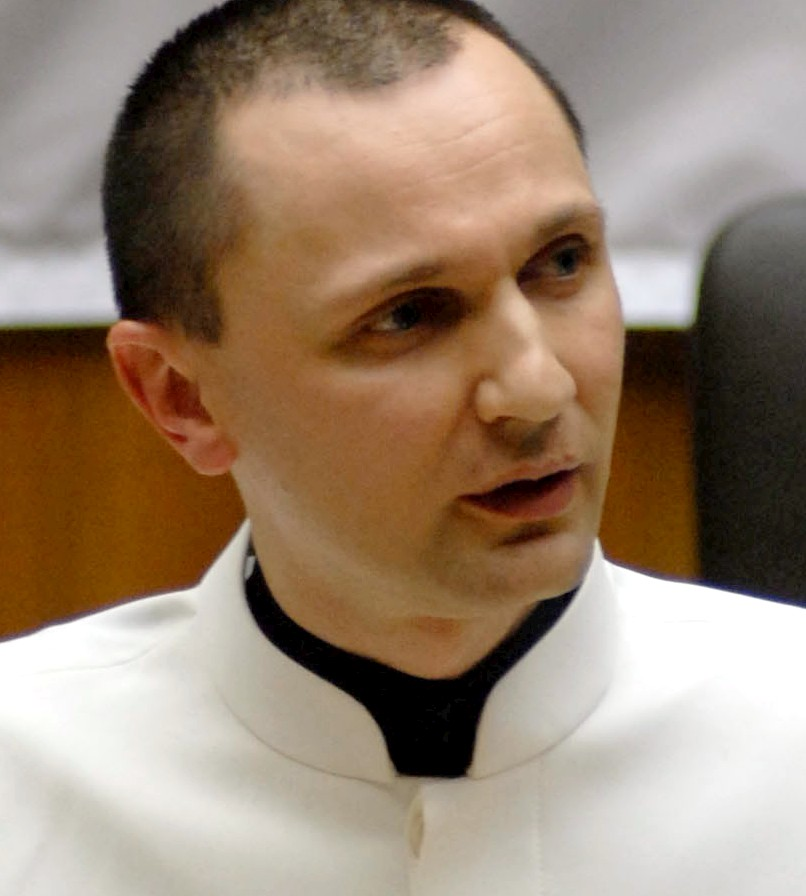
Graupner spreekt het Oostenrijkse parlement toe, 2006.

Helmut Manfred Leopold Graupner (Tullnerbach, 26 januari 1965) is een advocaat in Wenen, die wordt beschouwd als een vooraanstaand pleitbezorger van de rechten van Europese lhbt'ers. Hij is sinds de oprichting in 1991 de voorzitter van het Rechtskomitee Lambda.
Sinds 2005 is hij de Oostenrijkse vertegenwoordiger in de European Commission on Sexual Orientation Law (ECSOL).
In 2016 werd Graupner onderscheiden met Ereteken van Verdienste, de hoogste onderscheiding van de deelstaat Wenen.
In 2017 zette Graupner zich in voor de rechten van vijf gelijkgeslachtelijke gezinnen, wat resulteerde in de uitspraak van de hoogste Oostenrijkse rechtbank dat het verbieden van homohuwelijken discriminerend is. Het eerste homohuwelijk in Oostenrijk was voor een van de cliënten van Graupner in december 2018. In het begin van 2019 werd het homohuwelijk mogelijk voor het algemeen publiek.